# Strength of Steel
Strength of Steel — четвёртый студийный альбом канадской хэви-метал-группы Anvil, выпущенный 21 мая 1987 года.
Это единственный альбом группы, попавший в чарт Billboard 200 и занявший в нём 191 место.

## Список композиций
Слова и музыка всех песен группа Anvil, за исключением песни «Wild Eyes».
| №  | Название                                    | Длительность |
| -- | ------------------------------------------- | ------------ |
| 1. | «Strength of Steel»                         | 3:30         |
| 2. | «Concrete Jungle»                           | 5:21         |
| 3. | «9-2-5»                                     | 2:57         |
| 4. | «I Dreamed It Was the End of the World»     | 4:14         |
| 5. | «Flight of the Bumble Beast» (Instrumental) | 2:25         |
| 6. | «Cut Loose»                                 | 3:29         |

| №   | Название                           | Автор(ы)   | Длительность |
| --- | ---------------------------------- | ---------- | ------------ |
| 7.  | «Mad Dog»                          |            | 3:14         |
| 8.  | «Straight Between the Eyes»        |            | 3:19         |
| 9.  | «Wild Eyes» (The Stampeders cover) | Рич Додсон | 3:26         |
| 10. | «Kiss of Death»                    |            | 5:21         |
| 11. | «Paper General»                    |            | 4:49         |

## Участники записи
- Стив «Липс» Кудлоу[англ.] — гитара, вокал
- Дэйв Эллисон — гитара, бэк-вокал в «Straight Between the Eyes»
- Айан Диксон — бас-гитара
- Робб Райнер — ударные

## Позиции в чартах
| Чарт (1987)         | Позиция |
| ------------------- | ------- |
| США (Billboard 200) | 191     |